# Norm Dubé
Normand G. Dubé (Sherbrooke, 12 settembre 1951) è un ex hockeista su ghiaccio e allenatore di hockey su ghiaccio canadese.

## Carriera
Ha militato sia in squadre della NHL (Kansas City Scouts) che della WHA (Québec Nordiques), sebbene abbia poi militato, nella prima parte della carriera, perlopiù in AHL (Springfield Kings, Providence Reds, Springfield Indians, Binghamton Dusters, Nova Scotia Voyageurs). Nella sua ultima stagione in AHL si aggiudicò tre premi individuali: miglior giocatore (Les Cunningham Award), sportività (Fred T. Hunt Memorial Award) e maggior numero di punti realizzati (John B. Sollenberger Trophy)
Nella seconda parte della carriera, a partire dal 1980, ha dapprima giocato e poi allenato in Svizzera, perlopiù in Lega Nazionale B (HC Sierre e HC Martigny), ma anche in Prima Lega (HC La Chaux-de-Fonds e lo stesso HC Martigny).

## Vita privata
Suo zio Gilles Dubé era stato un giocatore professionista tra la seconda metà degli anni Quaranta e l'inizio degli anni Sessanta.
Il figlio Christian Dubé ha a sua volta avuto una lunga carriera di hockeista tra la Svizzera ed i campionati nordamericani, e - dopo il ritiro nel 2015 - è divenuto dirigente.

## Palmarès

### Individuali
- John B. Sollenberger Trophy: 1

1979-1980
- Les Cunningham Award: 1

1979-1980
- Fred T. Hunt Memorial Award: 1

1979-1980